# Герпесвіруси
Герпесвіруси (Herpesviridae) — родина ДНК-вмісних вірусів, які можуть уражати людину і різноманітних тварин. Натепер відомо близько 200 вірусів в цій родині. Вони спричиняють хронічні ураження з довічною персистенцією в організмі уражених. Відомо 8 типів герпесвірусів, що спричиняють хвороби у людини.

## Морфологія віріонів
Віріони мають діаметр 120–150 нм. Внутрішній компонент представлений ядром розміром 75 нм, що містить ДНК, намотану навколо циліндричної маси. Ядро знаходиться у білковому капсиді, розміром 100–110 нм. Капсид складається з 162 однакових, геометрично правильних білкових структур — капсомерів. Капсомери точно підібрані і припасовані одне до одного, формуючи ікосаедр. Капсомери на гранях представляють шестикутні призми, а на кожній з 12-ти вершин капсомери п'ятигранні. Капсид оточений аморфним білковим тегументом і все це заключено у глікопротеїнову оболонку з шипиками на поверхні. Між капсидом та ліпопротеїновою оболонкою розташований шар, розмір якого значно варіює у різних герпесвірусів. Усередині зрілого віріона міститься 35–45 різних білкових молекул.

## Фізико— хімічні та фізичні властивості
Молекулярна маса віріонів 1 000•106, плавуча щільність віріонів у хлориді цезія 1,26–1,29 г/мл, плавуча щільність капсидів 1,3–1,31 г/мл.

Віруси термолабільні, чутливі до ефіру, детергентів, інактивуются при pH < 4,0.

## Геном
Геном являє собою лінійну дволанцюгову ДНК з молекулярною масою 80-150•106. Геном складається з двох ковалентно зв'язаних фрагментів — довгого що містить 82 % ДНК та короткого що містить 18 % ДНК. Кожен фрагмент має специфічний нуклеотидний склад, для якого характерне багаторазове повторення кінцевих нуклеотидів.

Розмір геному 120–240 kb.

Реплікація: Цитоплазматична/ядерна
1. Вірус взаємодіє з рецепторами клітини-хазяїна через великий поверхневий антиген та входить до клітини за невідомим механізмом.
2. Релаксована циркулярна ДНК та капсид транспортуються за допомогою мікротрубочок в ядро, де ДНК вивільнюється через ядерні пори і перетворюється на ковалентно замкнену циркулярну ДНК.
3. Транскрипція прегеномних РНК і субгеномних мРНК, що здійснюється РНК—полімеразою II, спричинює синтез усіх вірусних протеїнів.
4. Прегеномні РНК разом з Р-протеїном та зворотно транскрибованою (-) ДНК, ковалентно зв'язаною з Р-протеїном, вкриваються капсидною оболонкою.
5. (+) ДНК синтезується з (-) ДНК. Утворюються нові релаксовані циркулярні ДНК.
6. Збірка віріонів в цитоплазмі за участі мембран клітин системи мононуклеарних фагоцитів (СМФ) та відбруньковування від мембрани клітини.

## Біохімічна структура
Віріони містять ДНК (6 % від сухої масси), білки (70 %), ліпіди (22 %), вуглеводи (1,5–2 %). Ліпіди знаходяться у складі ліпопротеїнової оболонки, вуглеводи — у складі глікопротеїнів, що формують шипики на ліпопротеїновій оболонці.
В складі герпесвірусів є приблизно 35–45 поліпептидів з молекулярною масою 12•103–140•103 в тому числі 5 глікопротеїнів, що позначаються gA, gB, gC, gD, gE. Глікопротеїни знаходяться на зовнішній поверхні ліпопротеїнової оболонки. Крім структурних білків в зараженій клітини синтезується до 20-ти неструктурних білків.
Віруси мають ряд антигенів, зв'язаних як з внутрішніми білками, так і з гліюкопротеїнами. Основними імуногенами є глікопротеїни gB, gC, gD. Ці білки індукують нейтралізуючі вірус антитіла та клітинну імунну відповідь організму.

## Біологічні властивості
Детальніші відомості з цієї теми ви можете знайти в статті Герпесвірусні інфекції.
У клітинах уражених тканин утворюються внутрішньоядерні включення. Ранні включення (тільця Каудрі) містять ДНК і заповнюють все ядро, відтісняючи хроматин до краю ядра. Пізні включення не містять ДНК.
Для герпесвірусів характерна довічна персистенція у вигляді дволанцюгової кільцевої ДНК у нейронах чуттєвих гангліїв. Герпесвіруси патогенні для багатьох видів лабораторних тварин — мишей, пацюків, кролів, морських свинок, хом'яків, собак, мавп, у яких вони спричиняють гарячку і енцефаліт, а у кролів — ще й кератокон'юктивіт.